# Personlighet
En personlighet kan i beteendevetenskap vara detsamma som en identitet, eller en personlighetstyp.
Olika forskare har olika definition på personlighet, utifrån vilken teori de baserar sin forskning på. Alla personlighetspsykologer använder termen personlighet till att referera till psykologiska kvaliteter som bidrar till en individs bestående och karakteristiska mönster av känslor, tänkande och beteende. Med bestående menar man att de kvaliteter personligheten har är relativt bestående över tid och i olika situationer. Med karakteristiska menar man att personlighet är det som särskiljer en individ från en annan. Med att psykologiska kvaliteter bidrar till en individs mönster, menar man att personlighetspsykologer söker för psykologiska faktorer som slumpmässigt påverkar och dessa förklarar delvis en individs karakteristiska och bestående benägenheter.
Inom forskarvärlden i dag råder en förhållandevis stark konsensus, med marginella skillnader i olika discipliner, att 40-50 procent av vår personlighet kan förklaras av genetiska faktorer medan den delade miljön (familjemiljön) kan förklara 5 procent medan de resterande 45-55 procenten kan förklaras av unika miljöeffekter (effekter i den externa miljön). Detta baserar man på en stor mängd data och forskning på området.